# Jefim Zielmanow
Jefim Isaakowicz Zielmanow (ur. 7 września 1955 w Chabarowsku) – rosyjski matematyk. W 1994 został uhonorowany Medalem Fieldsa na Międzynarodowym Kongresie Matematyków w Zurychu, za pracę dotyczącą teorii grup.

## Życiorys
Jefim Zielmanow kształcił się na Uniwersytecie Nowosybirskim. Do 1987 pracował w Instytucie Matematyki Akademii Nauk ZSRR w Nowosybirsku. W 1994 przeniósł się na Uniwersytet Chicagowski, w 1995 na Uniwersytet Yale (w New Haven), a w 2002 na Uniwersytet Kalifornijski w San Diego. 
W 1983 i 1990 wygłosił wykłady sekcyjne na Międzynarodowym Kongresie Matematyków. 